# 밀성국민학교 (경북)
밀성국민학교는 경상북도 의성군 다인면에 있었던 국민학교이다.

## 연혁
- 1945년 3월 25일 밀성공립국민학교 설립 인가
- 1945년 4월 1일 밀성공립국민학교 개교
- 일자미상 밀성국민학교 개편
- 1995년 3월 1일 폐교 및 다인국민학교 통폐합